# Chiesa di San Pietro alla Pieve
La chiesa di San Pietro alla Pieve conosciuta anche come tempio del Donatore è un luogo di culto cattolico di Vilminore di Scalve, in provincia di Bergamo, sussidiaria della Chiesa di Santa Maria Assunta e San Pietro.

## Storia
La presenza di una chiesa a Vilminore di Scalve dedicata a Pietro è segnalata già dal XII secolo ed era la pieve di tutto il territorio scalvino che comprendeva anche quello di Valbondione. Vi era inoltre la parrocchiale dedicata a santa Maria. Nel tempo si crearono molti dissidi tra i fedeli e le autorità tanto da portare alla creazione di un'altra chiesa intitolata a entrambi i due santi. L'antica pieve si trovava in una località che viene ancora denominata come La Pieve. Per la costruzione della nuova chiesa fu richiesto il recupero dei materiali delle due più antiche, ma nel 1664 la curia vescovile di Bergamo tentò di non autorizzare la demolizione di quella di San Pietro. Cosa che fu poi concessa un paio di anni dopo. A memoria dell'antica chiesa fu lasciata una colonna in serizzo rosso.
Per volontà di don Francesco Albricci nel 1785, in ricordo dei morti della peste del 1630, si decise di ricostruire un nuovo edificio di culto dedicato a san Pietro. Le associazioni di volontariato  territoriali dell'AVS e AIDO, il 10 maggio 1981, chiesero ufficialmente alla curia la disponibilità della chiesa come luogo di incontro per i volontari. L'autorizzazione permise lavori di restauro e mantenimento della chiesa con aggiunta dell'impianto elettrico, di riscaldamento nonché l'altare maggiore. Proprio conseguente a questa gestione la chiesa dal 5 giugno 1983 è chiamata anche tempio del Donatore. Nel 2008 la chiesa ebbe bisogno di ulteriori lavori di consolidamento e isolamento da infiltrazioni d'acqua.

## Descrizione
La chiesa è preceduta dal sagrato in ciottolato delimitato da un muretto in pietra a secco e da un cancellino in ferro. L'edificio è su pianta ottagonale di piccole dimensioni, con il tetto dalla conformazione a spicchi. L'edificio ha l'orientamento classico con l'ingresso a ovest con paraste e architrave in pietra e con un'apertura ellittica verticale. Sul lato a nord vi è il locate adibito a sagrestia, mentre sul tetto il piccolo campanile a vela con un'unica campana.
L'interno si presenta a navata unica con la pavimentazione in ceppo levigato. Ogni spigolo interno è delimitato da lesene culminanti con un cornicione che percorre tutta la parte superiore. L'unico altare è ornato dalla pala della Crocifissione.